# Salame piacentino
Il salame piacentino DOP è un preparato a base di carne a denominazione di origine protetta.
Viene preparato con carne e grasso di maiali provenienti da Emilia-Romagna e Lombardia e lavorato nella sola provincia di Piacenza. Ha forma cilindrica e peso che oscilla tra 400 g e 1 kg. Salame a grana grossa, al taglio deve essere compatto, con la parte magra di un rosso carico e ben distinguibili lardelli bianco-rosati abbastanza grossi. Gusto dolce e saporito con profumo delicato non sovrastato dalle spezie.

## Preparazione
- Macinatura: la carne e il grasso, accuratamente selezionati, vengono tritati separatamente, con misura differente, la parte grassa più grossa, la tradizione vorrebbe il lardo tagliato a cubettini con il coltello.
- Impastatura: la parte  magra e quella  grassa vengono lavorate a lungo insieme con il sale, le spezie, vino bianco e aglio, fino ad ottenere un impasto  ben legato.
- Insaccatura: l'impasto viene insaccato in un budello naturale di suino.
- Legatura: legatura con spago o rete per mantenere il budello a contatto della carne e per poter appendere il salame
- Asciugatura: dura una settimana
- Stagionatura: fase delicata che dura almeno 45 giorni.